# ウォール・オブ・アッティカ/史上最大の刑務所暴動
『ウォール・オブ・アッティカ/史上最大の刑務所暴動』（ウォール・オブ・アッティカ/しじょうさいだいのけいむしょぼうどう、原題：Against The Wall）は、1994年制作のアメリカ合衆国の映画。
1971年にニューヨーク州のアッティカ刑務所で起こった囚人の暴動事件を描いた社会派ドラマ。ジョン・フランケンハイマー監督。HBO制作・放送のテレビ映画。第46回プライムタイム・エミー賞監督賞（ミニシリーズ/テレビ映画部門）受賞。

## あらすじ
1971年、マイケルはニューヨーク州にあるアッティカ刑務所に新人看守として赴任した。そこで彼が見たものは、囚人たちに対して人を人とも思わない苛酷な体制であった。
そんなある日、黒人政治犯のジャマールXが囚人たちを煽動して大暴動を起こし、マイケルら看守は人質に取られてしまう。

## キャスト
※括弧内は日本語吹替。
- マイケル・スミス：カイル・マクラクラン（二又一成）
- ジャマールX：サミュエル・L・ジャクソン（土師孝也）
- ハル：ハリー・ディーン・スタントン（小山武宏）
- ワイスバッド：フレデリック・フォレスト（秋元羊介）
- チャカ：クラレンス・ウィリアムズ3世（広瀬正志）
- オズワルド：フィリップ・ボスコ
- エド：トム・バウアー
- シャロン：アン・ヘッシュ
- カーメン・アルジェンツィアノ
- ピーター・マーニック
- スティーヴ・ハリス
- ウィリアム・クンスラー：デヴィッド・アクロイド
- ダニー・トレホ